# Raionul Hrîstînivka, Cerkasî
Hrîstînivka (în ucraineană Христинівський район, transliterat: Hrîstînivskîi raion) este un raion în regiunea Cerkasî, Ucraina. Reședința sa este orașul Hrîstînivka.

## Demografie
Componența lingvistică a raionului Hrîstînivka
     Ucraineană (97,09%)
     Rusă (2,25%)
     Alte limbi (0,33%)
Conform recensământului din 2001, majoritatea populației raionului Hrîstînivka era vorbitoare de ucraineană (97,09%), existând în minoritate și vorbitori de rusă (2,25%).